# 2014年國際足協世界盃市場推廣
2014年國際足協世界盃市場推廣包括门票销售、赞助商的支持、赛事会徽和歌曲。

## 会徽

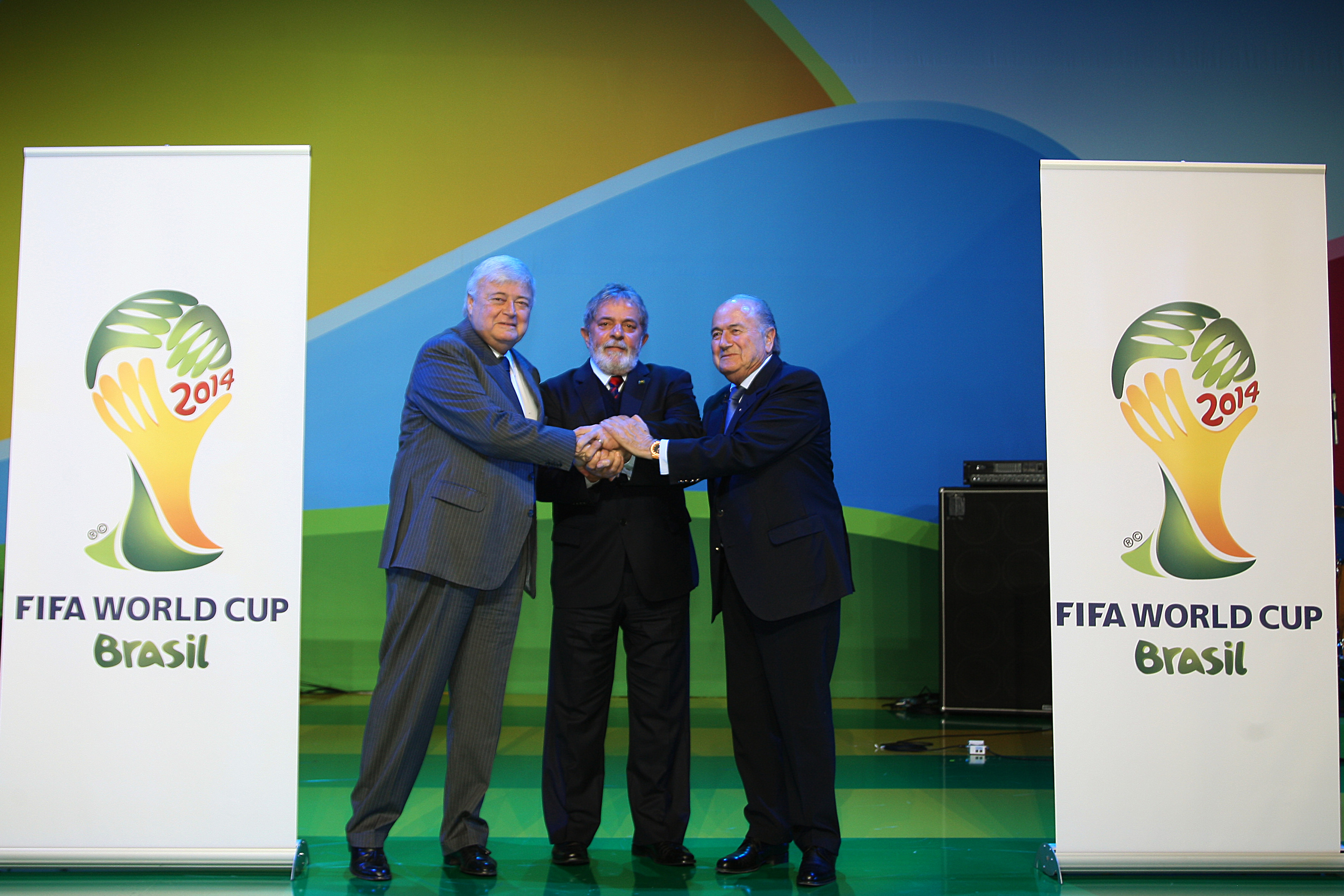
2014年世界杯会徽揭幕

2010年世界杯足球赛期间，本次赛事的官方会徽“激励”在约翰内斯堡桑顿会议中心正式揭幕，由艾菲加设计所创作。由三支象征胜利的手托起整个世界组成，也意味着人类之间的互相交流。会徽的主色由黄绿两色组成，恰好代表了巴西国旗的主要颜色。“2014”的字样为红色，代表着巴西热情欢迎世界各国参加世界杯。会徽的设计由国际足联和巴西组委会邀请了25家机构参与竞标，最终胜者由七人专家组投票产生。巴西平面设计师亚历山大·沃勒内批评會徽的设计好像捂着脸，对其评选团队排除专业平面设计师的操作亦存疑。

## 海报
本次赛事的官方海报于2013年正式亮相，由巴西创意机构Crama设计，口号为“同一个节奏”（葡萄牙语："Juntos num só ritmo"，英語："All in one rhythm"）。

## 主题曲
自1962年起，每届世界杯都有其主题曲。2014年1月24日，国际足联与索尼宣布本届世界杯主题曲为《我们天下一家》，由嘻哈斗牛梗、和巴西歌手克劳迪娅·雷蒂演唱。同时，索尼唱片还推出了名为“SuperSong”的全球音乐大赛，挑选收录至赛事官方专辑《爱的节奏》的音乐，参赛者可通过赛事网站提交参赛曲目，优胜歌曲将在2014年2月被专业歌手瑞奇·马丁录制。2014年2月10日，美国人Elijah King歌曲《生命》入选专辑。曾演唱2010年世界杯官方主题曲的歌手夏奇拉，为本次赛事演唱了次要主题曲《敢为天下先》，其定制版将在专辑中出现。三月底，国际足联宣布由艾维奇、卡洛斯·山塔那和巴西歌星亚历山德雷·皮雷斯演奏的歌曲《我们有办法》将作为本次赛事的官方赞歌，并在闭幕式上演奏。

## 比赛用球
阿迪达斯为赛事制作官方用球森巴荣耀（Brazuca），该名称由超过100万巴西球迷公开投票选出，最终“Brazuca”以70%的选票胜出，另外两个候选名称为Bossa Nova和Carnavalesca。阿迪达斯自1970年代以来，就被选为世界杯比赛用球的指定供应商，足球的外观取材自巴西文化元素，融入巴西人的熱情、活力與生命力。
新球導入最新科技，讓球可以比一般光滑的球還要飛行的更遠，減少50%的風阻，讓這次比賽中長程射門次數變得更多。

## 吉祥物
把自己滚成一团，保护自己免受食肉动物侵扰的巴西三带犰狳，于2012年9月被国际足联宣布成为本次赛事的官方吉祥物，国际足联和世界杯组委会在47份候选方案中敲定它作为吉祥物，旨在强调环境与生态保护的重要性，同时也考虑到这一形象将容易被全球少年儿童接受。这个无名吉祥物在巴西环球电视台晚间节目《Fantástico》中正式揭晓，全球网友通过国际足联官网的投票，从三个候选名称中，选定吉祥物的名字，最终结果在2012年11月25日揭晓。有170万人（约48%）投给了Fuleco，领先于分别占31%和21%的Zuzeco和Amijubi。“Fuleco”来自于葡萄牙语“Futebol”（足球）和“Ecologia”（生态）两个词语的组合；“Amijubi”是葡萄牙语“Amizade”（友谊）和“Júbilo”（欢乐）的组合；而“Zuzeco”是葡萄牙语“Azul”（蓝色）和“Ecologia”（生态）的组合。

## 噴霧畫界
今屆世界盃中，當球證判了罰球之後，他會用噴霧畫出一條人牆站立位界線，此舉可減少人牆距離皮球不超過10碼的問題，噴霧也會在20秒後自動消失，不過所費不貲。

## 門線技術
2014年世界盃將會首次全面使用門線技術。國際足協選擇了德國公司GoalControl GmbH提供這項服務。據報今屆世盃每個球場都為此花了17萬英鎊安裝費，每場賽事要動用2800英鎊運作。球場兩邊禁區龍門會安裝7部高速攝影機，足球內面亦會植入晶片，一旦整個皮球越過白界線，系統就會通過無線訊號，在1秒內於球證佩戴的特殊手錶顯示「入球」(GOAL)字眼，即使在惡劣天氣下亦不會受到影響。

## 助威用具
本次赛事的球迷助威用具，是由巴西音乐家卡利尼·奥斯布朗创造的打击乐器“卡塞罗拉”，这款加油工具经过处理后，其发出的噪音远不及2010年南非世界杯赛的加油工具“呜呜祖拉”。在卡塞罗拉正式发布前的2013年，在道具的试用过程中也发现了卡塞罗拉的隐患，由于其体积不小，在赛场中完全可能被一些不法分子加以利用，成为投掷入场伤害球员的作案工具，有鉴于此，国际足联禁止在比赛场馆内使用卡塞罗拉。

## 电子游戏
和2010年世界杯一样，EA将本次赛事的官方电子游戏定名为《2014 FIFA World Cup Brazil》，2014年4月正式在PlayStation 3和Xbox 360平台开售。203个有资格参与世界杯的国家队，共计近7500个球员将在游戏中登场，同时12个比赛场馆也将出现。游戏自发布以来收到褒贬不一的评价。

## 合作伙伴
本次赛事的赞助商分为三类：国际足联合作伙伴，世界杯赞助商和国家级赞助商。
| 国际足联合作伙伴                                                | 世界杯赞助商                                                         | 国家级赞助商                                                              |
| --------------------------------------------------------------- | -------------------------------------------------------------------- | ------------------------------------------------------------------------- |
| - 阿迪达斯 - 可口可乐 - 索尼 - VISA - 阿联酋航空 - 现代汽车公司 | - 百威 - 嘉实多 - 大陆集团 - 麦当劳 - 强生公司 - Marfrig - 英利 - Oi | - Apex-Brasil - Garoto - Centauro - Banco Itaú - Liberty Seguros - Wiseup |

## 门票销售
国际足联预计本届锦标赛共售出3，334，524张门票，其中大部分分配给商务合作伙伴、客户接待、贵宾、媒体版权持有人。约110万门票面向公众销售，其中40万提供给巴西民众、70人供给海外，8%预留给参赛球队的球迷。门票销售分为三个阶段，公众可以登录国际足联官网订票，或是前往各主办城市指定地点购票。四类门票中的第四类特供巴西民众。巴西国内60岁以上人士、学生和困难户购买门票可享受优惠。最便宜的门票价格为30巴西亚雷尔（约12.5美元），最贵的门票是决赛日的一类票，售价高达999美元。除了单场票，还有可以观看任意一主办城市全部比赛的“指定场地票”和观看某一球队全程比赛的“团队票”。第一阶段销售于2013年8月20日开始，2013年10月，开售当天共售出230万张，全阶段销量超600万张。由于门票供不应求，国际足联将889305票抽签分配。2013年11月抢票阶段期间，7小时共售出22万张。2013年12月决赛圈抽签后，第二阶段的销售正式开始，吸引超过350万宗申请，余票自2014年3月起可前往国际足联指定售票网点购买 。2014年4月15日起，全数余票以先购先得原则提供。尽管申请期间出现两宗超额的预购申请，但比赛开始后仍留有小组赛门票。